# 70-й отдельный гвардейский тяжёлый танковый полк
70-й отдельный гвардейский танковый Свирский полк, с января 1945 года 70-й отдельный гвардейский тяжёлый танковый Свирский полк — воинская часть Вооружённых сил СССР в Великой Отечественной войне.
Сокращённое наименование — 70-й гв. оттп.

## История
Формирование полка начато 19 января 1944 года в Подмосковье, где полк вошёл в состав 98-й гвардейской стрелковой дивизии.
В составе действующей армии с 14.06.1944 по 15.08.1944 и с 29.08.1944 по 09.05.1945 года.
На вооружении полка с момента формирования находились танки Т-34.
В составе дивизии с 21.06.1944 года участвует в Свирско-Петрозаводской операции, затем был выведен из состава дивизии, отведён на пополнение и перенаправлен в подчинение 1-го Белорусского фронта, куда прибыл к концу августа 1944 года.  Находился на реке Висла в районе Варшавы.
В январе 1945 года переформирован в тяжёлый полк, соответственно получил тяжёлые танки ИС-2.
В ходе Варшавско-Познанской операции наступал севернее Варшавы, вышел в район Быдгоща. оттуда наступал на север и северо-восток к Данцигу в ходе Восточно-Померанской операции, понёс немалые потери, в полку оставалось на конец операции только семь танков.
Передислоцирован в район севернее Кюстрина, откуда перешёл в наступление в ходе Берлинской операции, наступал севернее Берлина, вышел к Бранденбургу.

## Укомплектованность
- на 05.04.1945 года: 77 офицеров, 130 сержантов, 73 рядового состава, 64 винтовки, 105 пистолетов-пулемётов, 38 автомобилей, 7 танков.

## Подчинение
| Дата            | Фронт (округ)            | Армия      | Корпус                             | Дивизия                             | Бригада | Примечания |
| --------------- | ------------------------ | ---------- | ---------------------------------- | ----------------------------------- | ------- | ---------- |
| 01.02.1944 года | Московский военный округ | -          | 37-й гвардейский стрелковый корпус | 98-я гвардейская стрелковая дивизия | -       | -          |
| 01.03.1944 года | Московский военный округ | -          | 37-й гвардейский стрелковый корпус | 98-я гвардейская стрелковая дивизия | -       | -          |
| 01.04.1944 года | Московский военный округ | -          | 37-й гвардейский стрелковый корпус | 98-я гвардейская стрелковая дивизия | -       | -          |
| 01.05.1944 года | Московский военный округ | -          | 37-й гвардейский стрелковый корпус | 98-я гвардейская стрелковая дивизия | -       | -          |
| 01.06.1944 года | Московский военный округ | -          | 37-й гвардейский стрелковый корпус | 98-я гвардейская стрелковая дивизия | -       | -          |
| 01.07.1944 года | Карельский фронт         | 7-я армия  | 37-й гвардейский стрелковый корпус | 98-я гвардейская стрелковая дивизия | -       | -          |
| 01.08.1944 года | Карельский фронт         | 7-я армия  | 37-й гвардейский стрелковый корпус | 98-я гвардейская стрелковая дивизия | -       | -          |
| 01.09.1944 года | 1-й Белорусский фронт    | -          | -                                  | -                                   | -       | -          |
| 01.10.1944 года | 1-й Белорусский фронт    | -          | -                                  | -                                   | -       | -          |
| 01.11.1944 года | 1-й Белорусский фронт    | 47-я армия | -                                  | -                                   | -       | -          |
| 01.12.1944 года | 1-й Белорусский фронт    | 47-я армия | -                                  | -                                   | -       | -          |
| 01.01.1945 года | 1-й Белорусский фронт    | 47-я армия | -                                  | -                                   | -       | -          |
| 01.02.1945 года | 1-й Белорусский фронт    | 47-я армия | -                                  | -                                   | -       | -          |
| 01.03.1945 года | 1-й Белорусский фронт    | 47-я армия | -                                  | -                                   | -       | -          |
| 01.04.1945 года | 1-й Белорусский фронт    | 47-я армия | -                                  | -                                   | -       | -          |
| 01.05.1945 года | 1-й Белорусский фронт    | 47-я армия | -                                  | -                                   | -       | -          |

## Командиры
- гвардии подполковник Шаргородский Иосиф Рафаилович

## Награды
| Награда (наименование)           | Дата награждения                               | За что получена |
| -------------------------------- | ---------------------------------------------- | --- |
| Гвардейский                      | Приказ НКО № 003 от 19 января 1944 года        | При формировании |
| Почётное наименование «Свирский» |                                                | |
| Орден Красного Знамени           | Указ Президиума ВС СССР от 26 апреля 1945 года | За образцовое выполнение заданий командования в боях с немецкими захватчиками при овладении городом Быдгощ и проявленные при этом доблесть и мужество |
| Орден Суворова III степени       | Указ Президиума ВС СССР от 26 апреля 1945 года | За образцовое выполнение заданий командования в боях с немецкими захватчиками при прорыве обороны противника восточнее города Штаргард и овладении городами Бервальде, Темпельбург, Фалькенбург, Драмбург, Вангерин, Лабес, Фрайенвальде, Шифельбайн, Регенвальде, Керлин и проявленные при этом доблесть и мужество |
| Орден Кутузова III степени       | Указ Президиума ВС СССР от 11 июня 1945 года   | За образцовое выполнение заданий командования в боях с немецкими захватчиками, при овладении столицей Германии городом Берлин и проявленные при этом доблесть и мужество |